# I. sjezd KSČ
I. sjezd KSČ byl stranický sjezd Komunistické strany Československa konaný roku 1923.

## Dobové souvislosti a průběh sjezdu
Odehrával se ve dnech 2.–5. února 1923. Sjezdu dominovala otázka politické taktiky a dělnické vlády.
KSČ se krátce předtím potýkala se silnými frakčními spory. Levicové křídlo, jež reprezentovali Bohumil Jílek (později koncem 20. let naopak předák pravicové frakce), Václav Bolen, Václav Šturc a Václav Houser, vystoupilo proti centristickému vedení KSČ reprezentovanému Bohumírem Šmeralem. Požadovali bolševizaci KSČ, tedy proměnu na radikální revoluční formaci včetně použití násilí při získání moci v Československu.  V roce 1922 byli členové levicové frakce dočasně vyloučeni z KSČ, ale po arbitráži Kominterny bylo jejich členství obnoveno. I. sjezd KSČ tak probíhal v době mocenského patu mezi silami levice a centristů.